# Wiesenfeld
Wiesenfeld är en kommun och ort i Landkreis Eichsfeld i förbundslandet Thüringen i Tyskland.
Kommunen ingår i förvaltningsområdet Ershausen/Geismar tillsammans med kommunerna Dieterode, Geismar, Kella, Krombach, Pfaffschwende, Schwobfeld, Sickerode, Volkerode och Schimberg.